# Наранхо, Чолли
Ласаро Рамон Гонсало Наранхо Коуто (исп. Lázaro Ramón Gonzalo Naranjo Couto; 25 ноября 1934, Гавана — 13 января 2022, Майами, Флорида) — кубинский бейсболист, играл на позиции питчера. В 1956 году выступал в Главной лиге бейсбола в составе «Питтсбург Пайрэтс». Также играл за различные команды младших лиг и в Кубинской лиге.

## Биография
Ласаро Наранхо родился 25 ноября 1934 года в Гаване. Его отец Клаудио работал кассиром в банке, мать Исабель была домохозяйкой. В детстве бабушка дала ему прозвище «Чолито», которое он позднее использовал, играя в бейсбол в США. Он учился в частной католической школе Маристас де ла Вибора, управляемой маристами. В 1955 году Наранхо входил в делегацию школы, участвовавшую в беатификации основателя конгрегации Марселлина Шампаньи.
Профессиональную бейсбольную карьеру он начал в 1952 году, когда в статусе свободного агента подписал контракт с клубом «Вашингтон Сенаторз». В своём дебютном сезоне Наранхо провёл девятнадцать матчей за «Чаттанугу Лукаутс» и «Ричмонд Колтс». В межсезонье 1952—1953 годов он дебютировал и в Зимней Кубинской лиге, где играл за команду «Алакранес дель Альмендарес». Весной 1953 года его команда обыграла в выставочной встрече «Питтсбург Пайрэтс», после чего генеральный менеджер последних Бранч Рикки высоко оценил перспективы Наранхо в американских лигах.
В сезоне 1953 года он выступал за «Чаттанугу» и команду Международной Флоридской лиги «Гавана Кьюбанс». Суммарно Наранхо сыграл в 33 матчах, одержав восемь побед при семи поражениях с пропускаемостью 3,67. Зимой он стал победителем Кубинской лиги в составе «Альмендареса» и принял участие в играх Карибской серии. Весной 1954 года он провёл сборы с основным составом «Сенаторз», а с началом регулярного чемпионата был переведён в команду A-лиги «Шарлотт Хорнетс». Часть сезон он снова провёл в «Чаттануге». В межсезонье Наранхо второй раз выиграл чемпионат Кубинской лиги, снова сыграл в Карибской серии, а также был выбран на драфте игроков младших лиг «Питтсбургом».
В 1955 году он играл в составе клубов «Голливуд Старз» и «Линкольн Чифс», в 34 матчах показав пропускаемость 4,40. В 1956 году Наранхо сыграл за «Старз» девятнадцать матчей и в июле был вызван в основной состав «Питтсбурга». Его дебют состоялся 8 июля, до конца чемпионата он принял участие в семнадцати матчах с ERA 4,46. Сохранить место в составе «Пайрэтс» ему не удалось, в 1957 году Наранхо играл в Международной лиге в составе «Коламбус Джетс». Там же он провёл и сезон 1958 года.
Чемпионат 1959 года он начал в Коламбусе, но затем его контракт выкупили «Цинциннати Редс». В новой организации Наранхо был направлен в команду AA-лиги «Нэшвилл Волантирс», за которую провёл 166 иннингов с тринадцатью победами и десятью поражениями. В 1960 году он сыграл в 48 матчах с ERA 4,35. Зима 1960—1961 годов стала последней, когда он выступал в Кубинской лиге — после прихода к власти Фиделя Кастро бейсбольный турнир был отменён. В начале 1961 года Наранхо перешёл в организацию «Чикаго Кабс» и суммарно провёл 90 иннингов в «Хьюстон Баффс» и «Джэксонвилл Джетс». После окончания сезона он принял решение завершить спортивную карьеру.
Прожив некоторое время в США и Канаде, в 1961 году Наранхо вернулся на Кубу. Около тридцати лет он работал тренером в спортивном центре в Гаване, а в 1995 году вновь переехал в США. Сначала он работал в сфере безопасности, а после выхода на пенсию помогал своему другу Паулино Касанове, открывшем в Майами бейсбольную академию.
Последние годы жизни он провёл в доме престарелых, страдал от деменции. Чолли Наранхо скончался 13 января 2022 года в Майами от осложнений COVID-19.